# Jane Monheit
Jane Monheit (sinh ngày 3 tháng 11 năm 1977) là một ca sĩ nhạc jazz người Mỹ. Cô đã từng làm việc chung với những nghệ sĩ như Michael Bublé, Ivan Lins, Terence Blanchard và Tom Harrell. Monheit từng hai lần được đề cử giải Grammy.

## Tiểu sử
Monheit lớn lên ở Oakdale, New York, Long Island, xuất thân từ một gia đình nhạc sĩ, được trường hỗ trợ với một chương trình học đặc biệt. Khi còn thiếu niên cô ta thích nghe nhạc cổ điển, Jazz, Bluegrass và Folk và học clarinet cũng như lý thuyết nhạc. Khi còn học trung học, Monheit đã bắt đầu đi ca tại các Club ở Long Island, và tốt nghiệp năm 1995. Sau đó cô học tại Manhattan School of Music ở New York City, học ca với Peter Eldridge. Monheit tốt nghiệp điểm danh dự ở Manhattan School of Music 1999, và nhận được giải William H. Borden Award vì những thành tích xuất sắc về nhạc Jazz.

## Đời sống cá nhân
Monheit và chồng, nhạc sĩ đánh trống Rick Montalbano Jr., hiện đang sống ở New York. Họ có chung một người con.

## Sự nghiệp
Đĩa đầu tiên Monheit thu với các nhạc sĩ như Kenny Barron, Ron Carter và Lewis Nash: Never Never Land (2000). Với CD thứ 3 In The Sun (2002), cô đã chơi lâu dài với một nhóm nhạc sĩ tổng cộng 4 người, với nhóm này cô cũng khai mạc buổi kết thúc đại hội nhạc Jazz Baltica 2003. Đĩa Taking a Chance on Love (2004) của cô đã leo lên tới hạng nhất bảng xếp hạng nhạc Jazz ở Hoa Kỳ và cũng lọt vào bảng top 100 nhạc pop. 2005, cô đã cho phát hành đĩa nhạc giáng sinh Season, tiếp theo đó 2007 đĩa Surrender, tổng cộng 9 đĩa và 2 DVD.